# Steinkreis Grey Wethers
Der doppelte Steinkreis Grey Wethers (deutsch „Graue Widder“) stammt vermutlich aus der Bronzezeit und liegt westlich des Fernworthy Forest, am Fuße des Sittaford Tor, im Dartmoor, in Devon in England. Die beiden Steinkreise liegen im Abstand von 4,5 m auf einem Hügel zwischen den Tälern des „North Teign River“ im Norden und des „East Dart River“ im Süden. 
Der nördliche Kreis aus 20 Granitplatten hat etwa 32 m Durchmesser. Der südliche Kreis hat 29 Steine und ist mit 33 m Durchmesser etwas größer. Im Jahre 1879 lagen die ermittelten Durchmesser bei 31,6 m (Norden) und 35,5 m (Süden). Der Unterschied könnte ein Messfehler sein oder auf die Restaurierung im Jahr 1909 zurückzuführen sein. Zwischen 1879 und 1909 wurde in den Kreisen eine dicke Schicht Holzkohle gefunden, die ähnlich auch im ausgegrabenen Steinkreis von Fernworthy gefunden wurde, der nur 1,8 km entfernt im Nordosten liegt. Ein 1907 entstandenes Foto von Fernworthy zeigt eine gewisse Entsprechung zu Grey Wethers, aber während die Steine von Fernworthy in Größe und Form stark variieren, sind sie bei Grey Wethers gleichmäßiger und liegen in der Höhe alle zwischen 1,0 und 1,4 m. 
Die Frage, warum es hier, eng benachbart, zwei Kreise gibt, muss unbeantwortet bleiben. Analogien dazu finden sich vor allem bei den tangierenden Steinkreisen in Nordirland.
In der Nähe liegen der Steinkreis von Fernworthy und der Steinkreis von Sittaford Tor.